# Battaglia della baia di Ormoc
La battaglia della baia di Ormoc fu una serie di scontri aeronavali avvenuti tra l'Impero giapponese e gli Stati Uniti d'America nel mare di Camotes, nelle Filippine centrali, tra il 9 novembre e il 21 dicembre 1944. La battaglia avvenne al largo di Ormoc, ausiliaria alla battaglia di Leyte, durante la campagna del Pacifico della seconda guerra mondiale. Questi scontri furono il risultato del tentavano giapponese di rinforzare e rifornire le truppe sull'isola di Leyte e la conseguente reazione degli statunitensi, i quali cercarono di interdire tali operazioni.

## Antefatti
Dopo aver ottenuto il controllo navale nel Pacifico occidentale a metà del 1944, gli Alleati attaccarono le Filippine, sbarcando nel golfo di Leyte, sul fianco orientale dell'isola, il 20 ottobre. L'isola di Leyte era difesa da circa 20 000 giapponesi e il generale statunitense Douglas MacArthur riteneva quest'operazione un preludio necessario per puntare poi su Luzon. Per i giapponesi, impedire che gli Alleati prendessero il controllo delle Filippine era essenziale poiché ciò avrebbe permesso loro di colpire duramente le linee di rifornimento giapponesi provenienti dal Borneo e da Sumatra.
La Marina imperiale giapponese rispose all'invasione con un attacco tramite una flotta combinata che divenne nota come la battaglia del Golfo di Leyte, avvenuta tra il 23 e il 26 ottobre. In questo vasto scontro navale, la Marina giapponese venne distrutta dal punto di vista strategico. Tuttavia, ciò non fu inizialmente così evidente e il comandante giapponese responsabile dell'area delle Filippine, Tomoyuki Yamashita, credette fosse stata la Marina statunitense ad aver subito dure perdite e che le forze da sbarco alleate potessero essere ora vulnerabili. Di conseguenza, iniziò a inviare rinforzi e rifornimenti su Leyte e, nel corso degli scontri che seguirono, i giapponesi inviarono a tutta velocità nove convogli verso l'isola, sbarcando circa 34 000 uomini della 1ª, 8ª, 26ª, 30ª e 102ª Divisione. La città di Ormoc, di fronte all'omonima baia, sul lato occidentale di Leyte era il porto principale sull'isola e la destinazione primaria dei convogli.
La decifratura di messaggi inviati con il codice Purple allertò gli Alleati che i giapponesi stavano concentrando vascelli nei dintorni di Leyte, anche se inizialmente ritennero fosse per un'evacuazione. Tuttavia, nella prima settimana di novembre le intenzioni giapponesi furono chiare e gli Alleati iniziarono subito azioni di interdizione.

## Operazioni

### TA-3,TA-4eTA-5
L'8 e il 9 novembre, i giapponesi inviarono due convogli da Manila verso la baia di Ormoc (rispettivamente TA-3 e TA-4). I convogli si trovavano alla distanza di un giorno di navigazione l'uno dall'altro, cosicché i cacciatorpediniere di scorta al primo poterono tornare indietro per scortare il secondo. I convogli furono avvistati il 9 novembre e attaccati da velivoli della 5ª Forza Aerea. Il 10 novembre, 32 B-25 Mitchell del 38º Gruppo Bombardieri, decollati da Morotai e scortati da 37 P-47 Thunderbolt, attaccarono il convoglio TA-4 vicino l'isola di Ponson. Raggiunto il convoglio poco prima di mezzogiorno, i B-25 attaccarono a coppie ad altitudine minima, affondando due dei trasporti più grandi, la Takatsu Maru e la Kashii Maru, rendendo inoperativa una terza nave e affondando due pattugliatori di scorta, al prezzo di sette bombardieri, per i quali il Gruppo ricevette la Distinguished Unit Citation. Le navi trasporto giapponesi riuscirono comunque a raggiungere la costa con i 10 000 soldati che trasportavano, anche se solo con una frazione dei rifornimenti necessari.
L'11 novembre, il comandante della 3ª Flotta statunitense, l'ammiraglio William Halsey, ordinò un attacco con 350 aerei dalla Task Force 38 sui convogli combinati giapponesi. Quattro cacciatorpediniere (lo Shimakaze, lo Wakatsuki, l'Hamanami e il Naganami) e quattro navi da trasporto (la Mikasa Maru, la Taizan Maru, la Seiho Maru e la Tensho Maru) furono affondate, con molti dei 4 000 soldati trasportati a bordo. Il retroammiraglio Mikio Hayakawa perì con lo Shimakaze e altri 1 000 marinai delle otto navi persero la vita.
Il 23 novembre salpò da Manila il convoglio TA-5 diretto al porto di Cataingan e di Balancan. Delle sei navi da trasporto, cinque furono affondate da attacchi aerei (T-111, T-141, T-160, T-6 e T-10).

### L'interdizione navale statunitense
Il maltempo di fine novembre rese l'interdizione aerea meno efficace, così la Marina statunitense inviò delle navi nella baia di Ormoc. Il canale di Canigao fu ripulito dagli ordigni subacquei dai dragamine Pursuit e Revenge, dopodiché quattro cacciatorpediniere dello Squadrone Cacciatorpediniere 22, agli ordini del capitano Robert Smith, (il Waller, il Pringle, il Renshaw e lo Saufley) entrarono nella baia il 27 novembre da dove bombardarono i moli del porto di Ormoc.
Un pattugliatore aereo alleato inviò un messaggio radio alla divisione navale avvisando che un sottomarino giapponese (l'I-46) si trovava in navigazione in superficie a sud dell'isola di Pacijan, diretto verso la baia di Ormoc. Le navi fecero rotta per intercettarlo e, alle 01:27 del 28 novembre, il radar del Waller identificò il bersaglio al largo della costa nordoccidentale dell'isola di Ponson. Il cacciatorpediniere rese non operativo l'I-46 con il primo colpo e quest'ultimo, non più in grado di andare in immersione, non poté che rispondere al fuoco con i cannoni del ponte finché non affondò alle 01:45.

### TA-6eTA-7
Due trasporti, la Shinsho Maru e la Shinetsu Maru, scortati da tre pattugliatori lasciarono Manila il 27 novembre (TA-6). Essi furono attaccati da motosiluranti statunitensi nella baia di Ormoc nella notte del 28 novembre e da aerei quando le navi sopravvissute lasciarono l'area. Tutte e cinque le imbarcazioni furono affondate, ma non prima di consegnare il loro carico alle truppe giapponesi a Leyte. Successivamente un cacciatorpediniere statunitense uscì in missione nella notte tra il 29 e il 30 novembre, in cerca di un presunto convoglio che però si rivelò essere niente altro che alcune chiatte distrutte.
Il 1º dicembre, salpò da Manila un convoglio di tre trasporti scortati dai cacciatorpediniere Take e Kuwa, agli ordini del tenente comandante Masamichi Yamashita (TA-7). Due gruppi di sottomarini da trasporto presero anch'essi parte all'operazione. Il convoglio era ormeggiato al porto di Ormoc quando fu attaccato alle 00:09 del 3 dicembre da tre navi della Divisione Cacciatorpediniere 120, agli ordini del comandante John C. Zahm (l'Allen M. Sumner, il Cooper e il Moale).
Le navi statunitensi affondarono i cargo mentre stavano scaricando i rifornimenti ma finirono sotto il fuoco pesante di bombardieri Yokosuka P1Y, di batterie costiere, dei sottomarini presenti nella rada e dei cacciatorpediniere giapponesi. Il comandante Yamashita tuttavia affondò con la Kuwa. La Take attaccò la Cooper con i siluri e fuggì, seppur fosse rimasta danneggiata. Infine anche la Cooper affondò alle 00:15 portando con sé 191 vite, mentre i 168 sopravvissuti furono recuperati dopo essere stati avvistati da un idrovolante Consolidated PBY Catalina il 4 dicembre. Alle ore 00:33 del 3 dicembre, i due cacciatorpediniere statunitensi sopravvissuti ricevettero l'ordine di lasciare la baia e i giapponesi, vittoriosi, completarono il rifornimento. Questa fase della battaglia della baia di Ormoc passò alla storia come il solo scontro navale della seconda guerra mondiale nel quale sia stata usata ogni tipo di arma: cannoni navali, siluri, attacchi aerei e sottomarini, cannoni costieri e mine.

### Lo sbarco statunitense nella baia di Ormoc

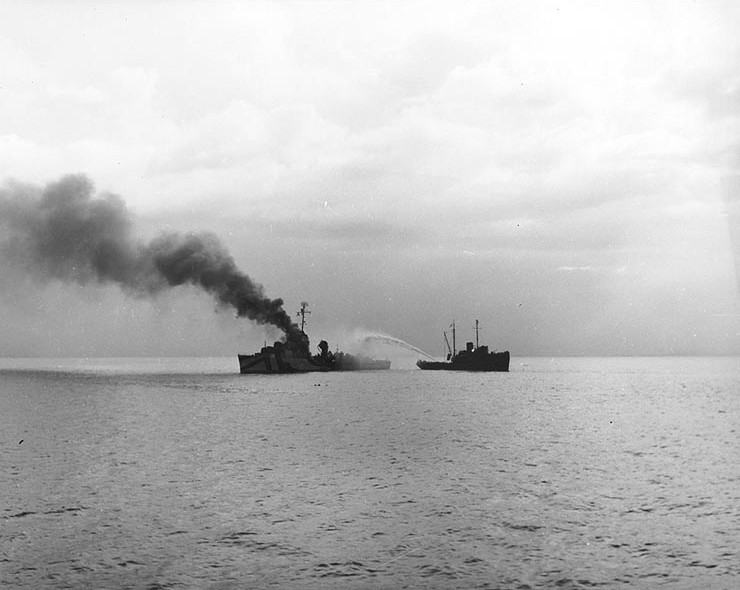
Il cacciatorpediniere Lamson in fiamme nella baia di Ormoc il 7 dicembre 1944, dopo essere stato colpito da un kamikaze. Il rimorchiatore in soccorso è probabilmente l'ATR-31

Il 7 dicembre, la 77ª Divisione di Fanteria statunitense, comandata dal generale Andrew Bruce, eseguì uno sbarco anfibio presso Albuera, cinque chilometri e mezzo a sud di Ormoc. Il 305º, 306º e 307º Reggimento di Fanteria giunsero sulla spiaggia senza opposizione, ma le navi furono soggette ad attacchi kamikaze, i quali riuscirono a distruggere i cacciatorpediniere Ward e Mahan.

### TA-8eTA-9
Il convoglio TA-8 portava 4 000 soldati destinati ad Ormoc, i quali però furono fatti sbarcare a San Isidoro, 50 km più a nord, a causa dello sbarco statunitense del 7 dicembre. Tutte e cinque le navi da trasporto, la Akagisan Maru, la Hakuba Maru, la Shinsei Maru N.º 5, la Nichiyo Maru e il T-7 furono affondate proprio quel giorno da un attacco aereo, mentre i cacciatorpediniere di scorta, l'Ume e il Sugi rimasero danneggiati. Circa 350 marinai giapponesi rimasero uccisi.
Il convoglio TA-9 sbarcò altri 4 000 uomini a Palompon scortato da tre cacciatorpediniere. Due di essi furono affondati, lo Yūzuki da attacchi aerei, l'Uzuki da motosiluranti, mentre il terzo, il Kiri, rimase danneggiato.

## Conseguenze
Attraverso questa serie di scontri nella baia di Ormoc, la Marina statunitense impedì ai giapponesi di rifornire e rinforzare ulteriormente le truppe su Leyte, contribuendo in modo significativo alla vittoria nella battaglia terrestre. Il totale delle navi statunitensi perdute nella baia è di tre cacciatorpediniere, un trasporto veloce e due navi da sbarco anfibio. I giapponesi invece persero sei cacciatorpediniere, venti trasporti leggeri, un sottomarino, un pattugliatore e tre navi di scorta.
La battaglia della baia di Ormoc consegnò definitivamente Leyte e l'intera area del suo golfo nelle mani alleate. Dall'11 novembre al 21 dicembre 1944, gli sforzi combinati dei velivoli delle portaerei della 3ª Flotta, dei gruppi di cacciabombardieri dei Marine, del movimento a tenaglia della 77ª Divisione e della 1ª Divisione di Cavalleria, assieme ad un assortimento di cacciatorpediniere, navi da sbarco anfibio e motosiluranti sconfissero o danneggiarono gravemente i giapponesi in una serie di schermaglie e raid notturni. Tuttavia, a causa del maltempo, il supporto aereo nella maggior parte di queste azioni di superficie fu quasi inesistente.